# Chambon (Indre-et-Loire)
Chambon ist eine Gemeinde im französischen Département Indre-et-Loire in der Region Centre-Val de Loire. Sie gehört zum Kanton Descartes und zum Arrondissement Loches. Sie grenzt im Westen an Lésigny, im Nordwesten an Barrou, im Nordosten an Chaumussay, im Osten an Boussay und im Süden an Yzeures-sur-Creuse.

## Bevölkerungsentwicklung
| Jahr      | 1962 | 1968 | 1975 | 1982 | 1990 | 1999 | 2008 | 2018 |
| --------- | ---- | ---- | ---- | ---- | ---- | ---- | ---- | ---- |
| Einwohner | 379  | 381  | 365  | 311  | 288  | 289  | 298  | 320  |